# Nom valide
En nomenclature zoologique, un nom valide est un nom « zoologiquement correct ». Le Glossaire du CINZ le définit ainsi : « un nom [...] qui est objectivement acceptable d'après les dispositions du Code et qui [...] est subjectivement le nom correct d'un taxon ».
Exemple : « Panthera leo (Linnaeus, 1758) » est le nom valide pour le lion. Les noms « Leo leo » et « Felis leo » ne sont eux pas valides.
En nomenclature botanique, un nom valide n'est pas un terme significatif contrairement au « nom correct ». Le Code international de nomenclature botanique reconnaît la « publication valide » (art. 32-45). En pratique, un nom qui est publié valide est appelé un « nom valide ».

## Nom. inval.
Lorsqu'un nom n'a pas été validement publié, il est suivi de la mention « nom. inval. » (en latin : nomen invalidum, « nom invalide »). 